# Ferroaluminoceladonite
La ferroaluminoceladonite è un minerale appartenente al gruppo delle miche. Fino al 2008 era denominato ferro-aluminoceladonite.

## Etimologia
Il nome deriva dalla composizione chimica: è una celadonite (dal francese celadon = verde mare) ricca di ferro e alluminio.

## Morfologia
La ferroaluminoceladonite si presenta in cristalli microscopici.